# 瑪麗·盧·麥克唐納
瑪麗·路易絲·麥克唐納（1969年5月1日—），愛爾蘭統一派政治家。2009年成為新芬黨副领袖，再於2018年成為领袖。2020年隨該黨成為最大在野黨而就任愛爾蘭反對黨領袖。

## 外部連結
- Personal profile of Mary Lou McDonald in the European Parliament's database of members